# Puck Beer
Gunhild "Puck" Beer, född 29 mars 1910 i Uddevalla, död 22 oktober 1991 i Västerleds församling, var en svensk författare. Hon var kusin till Allan Beer, kusinbarn till Dick Beer och brorsonsdotter till John och Adolf Beer.
Beer utgav bland annat två romaner med en starkt personlig utformning, Jag tjänar en lysande herre (1942), där handlingen är förlagd till Frankrike och Staffan stalledräng (1944), en historisk roman med samtida anknytning.
Puck Beer är gravsatt i minneslunden på Norra begravningsplatsen utanför Stockholm.